# Witwatersrand
Witwatersrand, eller bara The Rand, är en bergås i Sydafrika, på den sydafrikanska platån, i provinserna North West och Gauteng. Den sträcker sig 56 km i öst-västlig riktning, och dess största höjd är 1 913 meter över havet. Witwatersrand är en av jordens äldsta formationer. Till sin geologiska uppbyggnad är åsen sammansatt av sandsten, kvartsit, skiffer och kalksten; den sistnämnda har i nordväst, där Limpopos källor är belägna, en ljus färg, som gett upphov till namnet ("de vita vattnens berg").[källa behövs]

## Ekonomi
Witwatersrand är mycket mineralrikt, med bland annat stora guldfyndigheter som upptäcktes 1886. De första arbetena med att bryta guldet började på allvar 1887, och 1888 bildades 44 bolag, som samlade 6 200 kg. Denna oväntat rika produktion åstadkom enskild spekulation (boom), men omkring 1890 följde en kris som störtade en mängd bolag. Efter krisen tog produktionen ny fart, till dess andra boerkriget medförde ännu ett tillfälligt avbrott. Ett nytt uppsving fick produktionen 1903.
Under 1900-talet blev Witwatersrand världens största producent av guld. Vid mitten av 1970-talet kom 40 procent av världens guld därifrån. Sedan dess har områdets betydelse för guldproduktionen minskat kraftigt, både för att uttaget har minskat och för att nya gruvor har öppnats i andra länder.
År 2021 hade Gauteng-provinsen 159 gruvor, varav 44 guldgruvor. Guldgruvorna är mycket djupa, ibland över 3 km. I Savuka finns världens djupaste guldgruva, 3777 meter djup.
Sydafrikas största stad, Johannesburg, grundades 1886 som en direkt följd av att man hittat guld, och blev mycket snabbt ett viktigt industriellt centrum. Johannesburg har 2021 cirka 5,5 miljoner invånare och är huvudstad i provinsen Gauteng.. Namnet Witwatersrand används ofta om stads- eller industriregionen.[källa behövs]